# Folkia mrazeki
Folkia mrazeki är en spindelart som först beskrevs av Josef Nosek 1904.  Folkia mrazeki ingår i släktet Folkia och familjen ringögonspindlar.
Artens utbredningsområde är Montenegro. Inga underarter finns listade i Catalogue of Life.